# NBA League Pass

Logo da NBA League Pass

NBA League Pass é um pacote de esportes, que deixa seus assinantes assistirem mais de 40 jogos da National Basketball Association que não passam na televisão por semana e até mais de 1,230 jogos durante toda temporada incluindo Playoffs e Finais ao vivo ou sob demanda pelo aplicativo da NBA para smartphone e tablets ou via web. O serviço é operado pela Turner Broadcasting System ao lado da NBA.
O League Pass é comercializado de três formas nos Estados Unidos: NBA League Pass TV, que mostra os jogos por um cabo ou satélite para a TV; NBA League Pass Broadband, que usa Internet de alta velocidade para passar os jogos em um computador; e NBA League Pass Mobile, para aparelhos celulares.
NBA League Pass Internacional com assinatura direta pelo site ou pela loja de aplicativos de seu smartphone com pacotes para todos os gostos:
- League Pass - com direito a todos os jogos incluindo playoffs e finais
- Team Choice - todos os jogos do time escolhido
- Game Choice* - até 8 jogos mensais
- 3-Game Choice* - até 3 jogos mensais
- Day Pass* - 24 horas com o todos os conteúdos do aplicativo disponíveis
- Single Game* - jogo único de sua escolha do início ao fim
- 10-Minute Pass* - 10 minutos com todos os conteúdos do aplicativo disponíveis

*pacote disponível em mercados selecionados, consulte o site.
Com transmissões regionais disponíveis para assinantes internacionais além de inglês dos times da casa e visitante, nos seguintes idiomas:
- Português
- Espanhol
- Coreano
- Mandarim

*Jogos com transmissão nacional da ABC, ESPN, ESPN 2, TNT e NBA TV não estará disponível transmissão casa e fora.
Alguns outros recursos:  Mobile View ( experiência desenvolvida exclusivamente para smartphones, com imagem mais próxima ); retroceder ou avançar 10s; arquivos de jogos de temporadas anteriores, NBA TV 24hrs ( mercados selecionados ); jogos ao vivo ou sob demanda.

## Restrições
Se uma equipe local está jogando e o jogo está sendo televisionado em sua cidade, o passe associado na League Pass é bloqueado e indisponível para visualização do mesmo jogo.
Pelo website NBA.com: 
“Jogos também serão bloqueados quando transmitidos em televisão nacional. Isso se aplica para jogos sendo televisionados na ABC, ESPN, ESPN2, TNT e NBA TV. Você pode ver estes jogos simplesmente mudando para o canal designado.”

## Disponibilidade da NBA League Pass TV
A NBA League Pass TV está disponível em estes fornecedores de televisão a cabo e satélite assim como transmissão:
- Estados Unidos:
  - Microsoft XBOX 360
  - AT&T U-verse
  - DIRECTV
  - Dish Network
  - iN DEMAND Team
    - Cablevision (iO)
    - Comcast
    - Cox Communications
    - Time Warner Cable
    - Adams Cable
    - Blue Ridge Communications
    - RCN
    - Verizon FiOS

  - Roku streaming player[1]
  - Apple TV[2]

- Canadá:
  - Shaw Direct
    - Cogeco Cable
    - EastLink Cable
    - Rogers Cable

- México e América Central:
  - SKY México

- América do Sul e Caribe (exceto Brasil):
  - DirecTV

- Brasil
  - Vivo ( através de linha Pré Paga, Controle ou Pós ) assinatura Premium ou Basic

- Filipinas:
  - Cablelink

A maior parte dos fornecedores que oferecem assinaturas da League Pass TV também incluem a NBA TV e uma inscrição da League Pass Broadband acompanhados.